# Mr. Poorluck Repairs His House
Mr. Poorluck Repairs His House è un cortometraggio muto del 1913 diretto da Frank Wilson.

## Trama
Mr. Poorluck combina una serie infinita di guai quando tenta di riparare la sua casa.

## Produzione
Il film fu prodotto dalla Hepworth.

## Distribuzione
Distribuito dalla Hepworth, il film - un cortometraggio di 198 metri - uscì nelle sale cinematografiche britanniche nel maggio 1913.
Si conoscono pochi dati del film che, prodotto dalla Hepworth, fu distrutto nel 1924 dallo stesso produttore, Cecil M. Hepworth. Fallito, in gravissime difficoltà finanziarie, il produttore pensò in questo modo di poter almeno recuperare il nitrato d'argento della pellicola.